# Dražen Dalipagić
Dražen Dalipagić (Mostar, 27. studenoga 1951. – Beograd, 25. siječnja 2025.), bosanskohercegovački je košarkaš i trener koji je najveći dio igračke karijere napravio u Srbiji, čiji je bio državljanin. Bivši je državni reprezentativac. 
Igrač je među 50 osoba koje su najviše pridonijele Euroligi i među FIBA-inih najvećih 50 igrača. Članom je košarkaške Kuće slavnih od 10. rujna 2007. godine.

## Životopis
Rodio se u Mostaru. Ondje je završio osnovnu i srednju školu. U Beogradu je išao u Višu pedagošku školu, a vojsku je odslužio 1979. godine. Otac je košarkaša Davorina Dalipagića.

## Športska karijera
Košarku je zaigrao s 19 godina. Već za dvije godine je zaigrao za reprezentaciju.
Igrao je za beogradski Partizan (1971. – 78., 1979. – 80., 1981. – 82.), venecijanski Reyer 1980. – 1981. i (Giomo) 1985. – 1988., madridski Real 1982. – 1983. godine, udinski Udine 1983. – 1985., veronski Glaxo 1988. – 1989. i Crvenu zvezdu 1990. – 1991. godine.
Igrajući za Reyer 1981./82. postizao je u prosjeku 42,9 koševa po utakmici, u vrijeme dok trica nije bila uvedena. 25. siječnja 1987. postavio je rekord talijanske A1 lige po broju koševa na utakmici. To je bilo protiv Dietora iz Bologne, kad je postigao 70 koševa.
Igrajući za Jugoslaviju sudjelovao je na europskom prvenstvu 1973., 1975., 1977., 1979., 1981., 1983., svjetskim prvenstvima 1974., 1978., 1982., 1986. i Olimpijskim igrama 1976., 1980., 1984. godine. Ukupno je odigrao 243 utakmice od 1973. do 1986. godine.
Osvojio je na svjetskim prvenstvima zlato 1978., srebro 1974. te bronce 1982. i 1986. godine. Na Olimpijskim je igrama osvojio zlato 1980., srebro 1976. te broncu 1984. godine. Na europskim je prvenstvima osvojio zlato 1973., 1975. i 1977, srebro 1981. te broncu 1979. godine. Na Mediteranskim je igrama osvojio zlato 1975. godine. Proglašen je za najboljeg košarkaša europskog prvenstva 1977.
Za najboljeg košarkaša u Europi proglašen je 1977., 1978. i 1980. godine. Beogradski športski list Sport proglasio ga je za najboljeg športaša u Jugoslaviji dodijelivši mu svoju nagradu Zlatna značka 1978. godine. Talijanski košarkaški list Superbasket mu je dvaput dodijelio nagradu Mr. Europa 1977. i 1978. godine, nagradu namijenjenu najboljem europskom košarkašu, bez obzira na to igra li u Europi ili ne. 1980. je godine dobio košarkašku nagradu Euroscar.
Trenirao je od 1992. do 1996. Gorizianu, 1997. – 1998. skopski MZT te od 2000. do 2001. Astra banku.